# Шерекино (станция)
Шерекино — железнодорожная станция Московской железной дороги на линии Арбузово — Льгов-Киевский. Расположена в городе Льгов Курской области.

## История
Все началось в 1897 году, когда открылась железнодорожная ветка Льгов-Брянск. После появилось решение об упразднении станции Льгов и устройстве новой станции в одной версте от Льгова, близ реки Сейм в урочище Бор, что около деревни Шерекино. Началось проектирование, а затем и строительство станции Шерекино. Станция была открыта в 2015 году.

## Движение поездов

### Пригородные поезда
Пригородное сообщение осуществляется по направлениям:
Арбузово — Льгов
Льгов — Орел
Курск — Михайловский рудник (отменен)

### Поезда дальнего следования
Москва — Адлер